# Міхаель Кельмаєр
Міхаель Кельмаєр (нім. Michael Köhlmeier; 15 жовтня 1949, Гард, Австрія) — австрійський письменник та музикант.

## Біографія
Народився 1949 року в ярмарковому містечку Гард, Австрія. З 1970 по 1978 рік вивчав політологію та німецьку мову в Марбурзькому університеті і математику та філософію в університетах Гіссена та Франкфурта. Згодом працював на радіо, де оповідав античні міфи (про Телемаха та Каліпсо) та біблейські історії (про Мойсея). Через деякий час він видав їх на CD та у формі книги.
Разом з Рейнголдом Білгері писав програми кабаре та слова до пісень, які обидва митці представили як Дует Білегері та Кельмаєра. З 2004 року пише слова до пісень для музичного гурту Schellinski.
1981 року одружився з письменницею Монікою Гельфер. 2003 року в автокатастрофі загинула їхня дочка Паула, якій був 21 рік. Після цього він написав книгу «Idylle mit ertrinkendem Hund» (укр. Ідилія з собакою, що тоне), яку присвятив Паулі.
2007 року написав книгу «Abendland» («Захід»), яка описує мемуари профессора з математики. Твір був позитивно оцінений критиками.
Кельмаєр працює як фрилансер та проживає в місті Гогенемс.

## Нагороди
- Премія Йогана Петера Гебеля (1988)[8]
- Літературна премія Манеса Шпербера (1994)[4][8]
- Премія Антона Вільдґанса (1996)
- Премія Гриммельгаузена (1997)
- Золотий знак пошани за службу Відню (2007)[4]
- Премія за досягнення в галузі літератури (2008)[4]